# Chimarrogale himalayica
Chimarrogale himalayica — вид ссавців родини мідицевих (Soricidae).

## Опис
Довжина голови й тулуба від 9.6 до 10.3 сантиметрів і вагою від 23 до 56 грамів. Представники виду на острові Тайвань значно більші з довжиною голови-тулуба від 10.9 до 13.0 сантиметрів. Хвіст досягає в довжину 79–112 міліметрів, а задня лапа — 17–30 міліметрів. Забарвлення спини та живота рівномірно чорно-буре, причому черевна сторона трохи світліша та більш сіра, але не чітко диференційована. Вся шерсть тіла також вкраплена окремими білими волосками. Біле волосся також обрамляє стопи та пальці. Хвіст довгий і закінчений уздовж передньої третини або половини з гребенем білого волосся.

## Поширення й екологія
Країни проживання: Китай, Індія, Лаос, М'янма, Непал, Тайвань, В'єтнам. Живе на висотах від 800 до 1500 метрів. Це напівводна тварина, яка зазвичай асоціюється з чистими струмками у помірних вічнозелених лісах. Заселяє нори на берегах або біля струмків.

## Використання
Використовується в лікувальних цілях.